# Campionato sudamericano per club 2016 (pallavolo maschile)
Il campionato sudamericano per club di pallavolo maschile 2016 si è svolto dal 17 al 21 febbraio 2016 a Taubaté, in Brasile: al torneo hanno partecipato sette squadre di club sudamericane e la vittoria finale è andata per la terza volta all'Associação Social e Esportiva Sada.

## Impianti
|                                                                               |  |  |
|                                                                               |  |  |
| Ginásio Coberto do Clube Abaeté Città: Taubaté Capienza: - Anno d'apertura: - |  |  |

## Regolamento

### Formula
Le squadre hanno disputato una prima fase a gironi con formula del girone all'italiana; al termine della prima fase:
- Le prime due classificate di ogni girone hanno acceduto alla fase finale per il primo posto strutturata in semifinali, finale per il terzo posto e finale.
- La terza classificata di ogni girone ha acceduto alla finale per il quinto posto.

### Criteri di classifica
Se il risultato finale è stato di 3-0 o 3-1 sono stati assegnati 3 punti alla squadra vincente e 0 a quella sconfitta, se il risultato finale è stato di 3-2 sono stati assegnati 2 punti alla squadra vincente e 1 a quella sconfitta.
L'ordine del posizionamento in classifica è stato definito in base a:
- Punti;
- Numero di partite vinte;
- Ratio dei set vinti/persi;
- Ratio dei punti realizzati/subiti.

## Squadre partecipanti
- Sada
- Linares[1][2]
- Bohemios
- Vamos Peerless
- Bolívar
- UPCN
- Club San Martín
- Funvic

## Torneo

### Fase a gironi
| Girone A       | Girone B        |
| -------------- | --------------- |
| Vamos Peerless | Sada            |
| Bolívar        | Bohemios        |
| UPCN           | Club San Martín |
| -              | Funvic          |

#### Girone A

##### Risultati
| 17 febbraio 2016 Ginásio Coberto do Clube Abaeté, Taubaté Durata: ? - Spettatori: ? | Vamos Peerless | 0 - 3 | UPCN           | 11-25, 21-25, 24-26 |
| 18 febbraio 2016 Ginásio Coberto do Clube Abaeté, Taubaté Durata: ? - Spettatori: ? | Bolívar        | 3 - 0 | Vamos Peerless | 25-11, 25-16, 25-15 |
| 19 febbraio 2016 Ginásio Coberto do Clube Abaeté, Taubaté Durata: ? - Spettatori: ? | UPCN           | 0 - 3 | Bolívar        | 19-25, 22-25, 22-25 |

##### Classifica
| Pos | Squadra        | Pt | G | V | P | SV | SP | Ratio | PF  | PS  | Ratio |
| --- | -------------- | -- | - | - | - | -- | -- | ----- | --- | --- | ----- |
| 1   | Bolívar        | 6  | 2 | 2 | 0 | 6  | 0  | MAX   | 150 | 105 | 1.428 |
| 2   | UPCN           | 3  | 2 | 1 | 1 | 3  | 3  | 1.000 | 139 | 131 | 1.061 |
| 3   | Vamos Peerless | 0  | 2 | 0 | 2 | 0  | 6  | 0.000 | 98  | 151 | 0.649 |

#### Girone B

##### Risultati
| 17 febbraio 2016 Ginásio Coberto do Clube Abaeté, Taubaté Durata: ? - Spettatori: ? | Funvic          | 3 - 0 | Club San Martín | 25-9, 25-6, 25-10          |
| 17 febbraio 2016 Ginásio Coberto do Clube Abaeté, Taubaté Durata: ? - Spettatori: ? | Bohemios        | 0 - 3 | Sada            | 17-25, 9-25, 8-25          |
| 18 febbraio 2016 Ginásio Coberto do Clube Abaeté, Taubaté Durata: ? - Spettatori: ? | Bohemios        | 3 - 0 | Club San Martín | 25-22, 25-15, 25-20        |
| 18 febbraio 2016 Ginásio Coberto do Clube Abaeté, Taubaté Durata: ? - Spettatori: ? | Funvic          | 1 - 3 | Sada            | 25-20, 20-25, 19-25, 23-25 |
| 19 febbraio 2016 Ginásio Coberto do Clube Abaeté, Taubaté Durata: ? - Spettatori: ? | Funvic          | 3 - 0 | Bohemios        | 25-13, 25-10, 25-13        |
| 19 febbraio 2016 Ginásio Coberto do Clube Abaeté, Taubaté Durata: ? - Spettatori: ? | Club San Martín | 0 - 3 | Sada            | 10-25, 12-25, 14-25        |

##### Classifica
| Pos | Squadra         | Pt | G | V | P | SV | SP | Ratio | PF  | PS  | Ratio |
| --- | --------------- | -- | - | - | - | -- | -- | ----- | --- | --- | ----- |
| 1   | Sada            | 9  | 3 | 3 | 0 | 9  | 1  | 9.000 | 245 | 157 | 1.560 |
| 2   | Funvic          | 6  | 3 | 2 | 1 | 7  | 3  | 2.333 | 237 | 156 | 1.519 |
| 3   | Bohemios        | 3  | 3 | 1 | 2 | 3  | 6  | 0.500 | 145 | 207 | 0.700 |
| 4   | Club San Martín | 0  | 3 | 0 | 3 | 0  | 9  | 0.000 | 115 | 225 | 0.511 |

### Fase finale

#### Finale 1º e 3º posto
|  | Semifinali | Semifinali | Semifinali |      |        | Finale 1º/2º posto | Finale 1º/2º posto | Finale 1º/2º posto |  |
|  |            |            |            |      |        |                    |                    |                    |  |
|  | Bolívar    | Bolívar    | 1          |      |        |                    |                    |                    |  |
|  | Bolívar    | Bolívar    | 1          |      |        |                    |                    |                    |  |
|  | Funvic     | Funvic     | 3          |      |        |                    |                    |                    |  |
|  | Funvic     | Funvic     | 3          |      | Funvic | Funvic             | 0                  |                    |  |
|  |            |            |            |      | Funvic | Funvic             | 0                  |                    |  |
|  |            |            | Sada       | Sada | 3      |                    |                    |                    |  |
|  | Sada       | Sada       | Sada       | Sada | 3      | 3                  |                    |                    |  |
|  | Sada       | Sada       |            |      |        | 3                  |                    |                    |  |
|  | UPCN       | UPCN       | 0          |      |        | Finale 3º/4º posto | Finale 3º/4º posto | Finale 3º/4º posto |  |
|  | UPCN       | UPCN       | 0          |      |        |                    |                    |                    |  |
|  |            |            |            |      |        |                    |                    |                    |  |
|  |            |            |            |      |        | Bolívar            | Bolívar            | 0                  |  |
|  |            |            |            |      |        | Bolívar            | Bolívar            | 0                  |  |
|  |            |            |            |      |        | UPCN               | UPCN               | 3                  |  |

##### Semifinali
| 20 febbraio 2016 Ginásio Coberto do Clube Abaeté, Taubaté Durata: ? - Spettatori: ? | Bolívar | 1 - 3 | Funvic | 23-25, 25-23, 22-25, 18-25 |
| 20 febbraio 2016 Ginásio Coberto do Clube Abaeté, Taubaté Durata: ? - Spettatori: ? | Sada    | 3 - 0 | UPCN   | 25-22, 26-24, 25-16        |

##### Finale 3º posto
| 21 febbraio 2016 Ginásio Coberto do Clube Abaeté, Taubaté Durata: ? - Spettatori: ? | Bolívar | 0 - 3 | UPCN | 25-27, 26-28, 13-25 |

##### Finale
| 21 febbraio 2016 Ginásio Coberto do Clube Abaeté, Taubaté Durata: ? - Spettatori: ? | Funvic | 0 - 3 | Sada | 20-25, 21-25, 10-25 |

#### Finale 5º posto
| 20 febbraio 2016 Ginásio Coberto do Clube Abaeté, Taubaté Durata: ? - Spettatori: ? | Vamos Peerless | 3 - 0 | Bohemios | 25-23, 25-20, 25-20 |

## Classifica finale
| Pos | Squadre         | Qualificazione                |
| --- | --------------- | ----------------------------- |
|     | Sada            | Coppa del Mondo per club 2016 |
|     | Funvic          |                               |
|     | UPCN            |                               |
| 4   | Bolívar         |                               |
| 5   | Vamos Peerless  |                               |
| 6   | Bohemios        |                               |
| 7   | Club San Martín |                               |

## Premi individuali
| Premio                | Nome              | Squadra |
| --------------------- | ----------------- | ------- |
| MVP                   | Yoandy Leal       | Sada    |
| Miglior palleggiatore | William Arjona    | Sada    |
| Miglior opposto       | Wallace de Souza  | Sada    |
| Miglior schiacciatore | Ricardo Lucarelli | Funvic  |
| Miglior schiacciatore | Nikolaj Učikov    | UPCN    |
| Miglior centrale      | Isac Santos       | Sada    |
| Miglior centrale      | Deivid Costa      | Funvic  |
| Miglior libero        | Felipe da Silva   | Funvic  |